# L'Arbre aux papillons d'or
Pour plus de détails, voir Fiche technique et Distribution.
L'Arbre aux papillons d'or (Bên trong vỏ kén vàng) est un film vietnamien réalisé par Thien An Pham, sorti en 2023.
Il est présenté au festival de Cannes 2023 dans la sélection Quinzaine des cinéastes, et remporte la Caméra d'or.

## Synopsis
Thien, dont la belle-soeur Hanh est morte brutalement, s'occupe de Dao, le fils de 5 ans de la défunte, et retourne un temps dans son village natal. En pleine campagne vietnamienne, il décide alors de partir à la recherche de son frère aîné Tam disparu il y a des années. Ce voyage remet profondément en question sa foi.

## Fiche technique
Sauf indication contraire, les informations mentionnées dans cette section peuvent être confirmées par la base de données cinématographiques IMDb,  présente dans la section « Liens externes ».
- Titre français : L'Arbre aux papillons d'or
- Titre vietnamien : Bên trong vỏ kén vàng (litt. « Dans l'enveloppe du cocon jaune »)
- Réalisation, scénario et montage : Thien An Pham
- Photographie : Dinh Duy Hung
- Pays d'origine : Viêt Nam, France
- Format : Couleurs - Dolby Digital
- Genre : drame
- Durée : 182 minutes
- Dates de sortie :
  - France : 24 mai 2023 (festival de Cannes - Quinzaine des cinéastes), 20 septembre 2023 (sortie nationale)
  - Viêt Nam : 11 août 2023

## Distribution
- Le Phong Vu : Thien
- Nguyen Thinh : Dao, le neveu de Thien
- Nguyen Thi Truc Quynh : soeur Thao
- Vu Ngoc Manh : Trung
- Nguyen Van Lu'u : Mr Luu

## Production
Le film est composé de 67 plans-séquences.

## Sortie

### Accueil critique
En France, le site Allociné propose une moyenne de 4⁄5, fondée sur 23 critiques de presse.
Pour Arnaud Hallet des Inrockuptibles, « si elle est toujours un ravissement, l'émotion d'assister à la naissance d'un grand cinéaste est ici accompagnée d'un choc mystique. Une double révélation. »
Pour L'Obs, « en trois heures absolument magistrales, sur le mode largo, on assiste à un poème spirituel dont chaque image renvoie à la question troublante : notre place (infime, absurde) dans l’univers. »

## Distinctions

### Récompenses
- Festival de Cannes 2023 : Caméra d'or[5]
- Prix André-Bazin 2023 des Cahiers du cinéma[6]

### Sélection
- Festival de Cannes 2023 : Quinzaine des cinéastes[5]